# 6613 Williamcarl
A 6613 Williamcarl (ideiglenes jelöléssel 1994 LK) a Naprendszer kisbolygóövében található aszteroida. Carl W. Hergenrother fedezte fel 1994. június 2-án.